# Damasco (tejido)

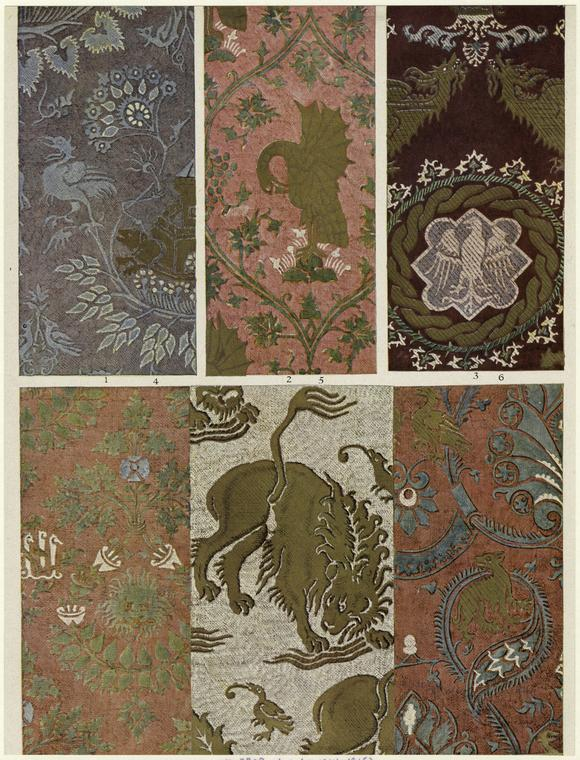
Damasco italiano

El damasco es un tipo de tejido del tipo sarga o raso. Por un lado, la trama sirve de fondo y la urdimbre forma los dibujos, y por el otro lado, ocurre lo contrario. Se considera el anverso el lado que tiene brillante el fondo y mate los dibujos, y el reverso el lado opuesto. 
Es un tejido originario del Oriente Próximo, de la capital homónima de Siria, Damasco, hacia el siglo XI, se perfeccionó en el XIII, y desde entonces, será de uso habitual entre los nobles europeos de los siglos siguientes. 
- Datos: Q901382
- Multimedia: Damask / Q901382